# Charlie (cantante italiano)
Charlie, pseudonimo di Carlo Marchino (Roma, 21 luglio 1964), è un cantante, musicista e produttore discografico italiano.

## Biografia
All'età di 5 anni, nel 1969, si trasferisce da Roma a Milano con la famiglia, la quale apre un negozio di pelletteria. Ha un fratello più grande di nome Fabio. Diplomatosi geometra, si avvicina dapprima al punk, con la band Xrated. Collabora dal 1982 e per cinque anni come batterista e fonico con Jo Squillo e contemporaneamente lavora nell'ufficio di produzione della PolyGram e inizia a scrivere le sue prime canzoni, soprattutto in inglese.
La sua canzone Faccia da pirla, bocciata da Jo Squillo, piacque al produttore Michelangelo La Bionda, che gli suggerì di proporsi anche come interprete, asserendo che avesse la faccia giusta per cantarla. Il 45 giri uscì nel 1988 e raggiunse in poche settimane la posizione numero 1 delle classifiche musicali italiane. Si è ipotizzato che fosse stata dedicata a Jovanotti, voce smentita dall'interprete in un incontro al Plastic di Milano con lo stesso Jovanotti e la stampa. La copertina del disco, ideata dal produttore artistico Massimo Zucchelli, era riflettente. Nello stesso anno escono l'album Pirla Dance ed il singolo Susy scusa, anch'esso entrato nelle classifiche.
Nel 1989 Randa (Mamma non piangere) non bissò il successo, pur entrando nelle classifiche italiane. Nel 1991 il cantante firma per la Psycho Records di Claudio Dentes e produce l'album Charlie Goes to Holiday (che conteneva il singolo Giuseppe) con collaborazioni di musicisti noti, come Elio, Jantoman, Faso e Feiez. Nel 1994 esce l'album Fottiti, con il quale Charlie mette fine alla sua carriera come cantante. Successivamente lavora come produttore musicale, in ambito soprattutto dance, scrivendo quasi tutte le canzoni dell'album di esordio della cantante canadese Sarina Paris nel 2000 e producendo alcune canzoni di Mondo Marcio. Nel 2013 ha collaborato con la Magnolia producendo la canzone Cook Me per il format televisivo MasterChef.

## Discografia

### Album
- 1988 – Pirla Dance
- 1991 – Charlie Goes to Holiday
- 1994 – Fottiti!

### Singoli
- 1988 – Faccia da pirla
- 1988 – Susy scusa
- 1989 – Randa (Mamma non piangere)
- 1991 - Mi han' ciulato la macchina/Sarebbe ora
- 1991 - Giuseppe/Tu sei l'amore
- 1992 - Depresso
- 1994 - Fottilo!